# Lang-8
Lang-8 era un sito web per l'apprendimento delle lingue basato sul metodo del tandem linguistico. La compagnia aveva sede a Kyoto in Giappone. L'idea di creare questo sito venne allo studente YangYang Xi, nato in Cina ma cresciuto in Giappone, che decise di andare a Shanghai per studiare il cinese. Inizialmente Lang-8 è stato lanciato nell'agosto del 2006 come progetto di ricerca da parte di YangYang Xi e Kazuki Matsumoto ed era limitato agli studenti dell'Università di Kyoto. Tra aprile e agosto del 2007 il sito è stato ristrutturato e il 29 giugno 2007 YangYang Xi ha stabilito la compagnia Lang-8 Inc. Dopodiché il sito si è espanso rapidamente fino a includere molte persone da tutto il mondo.

## Caratteristiche
Il sito permeteva agli utenti di creare un proprio profilo, e di scegliere una madrelingua e una o più lingue che si desiderano imparare. Rispetto a un normale social network, gli utenti potevano inserire degli scritti nella lingua che desiderano imparare, e i parlanti nativi di tale lingua potevano correggerli. Questo faceva sì che gli utenti migliorino le loro capacità di scrittura. In cambio l'utente poteva correggere gli scritti di altri utenti in una lingua che conosce. Il tempo di risposta era normalmente basso, e poteva andare da pochi minuti a qualche ora. Pertanto l'utente poteva trovare il suo testo corretto. 
L'interfaccia utente di Lang-8 era disponibile 19 lingue diverse:
- Giapponese
- Inglese
- Spagnolo
- Francese
- Tedesco
- Portoghese (Portogallo)
- Russo
- Polacco
- Croato
- Arabo
- Cinese semplificato
- Cinese tradizionale
- Coreano
- Thailandese
- Svedese
- Tagalog
- Malese
- Indonesiano
- Italiano

## Team
- YangYang Xi — CEO